# Gorenja vas pri Leskovcu
Gorenja vas pri Leskovcu este o localitate din comuna Krško, Slovenia, cu o populație de 136 de locuitori.